# Костар малий
Коста́р малий (Eophona migratoria) — вид горобцеподібних птахів родини в'юркових (Fringillidae). Мешкає в Східній Азії.

## Опис

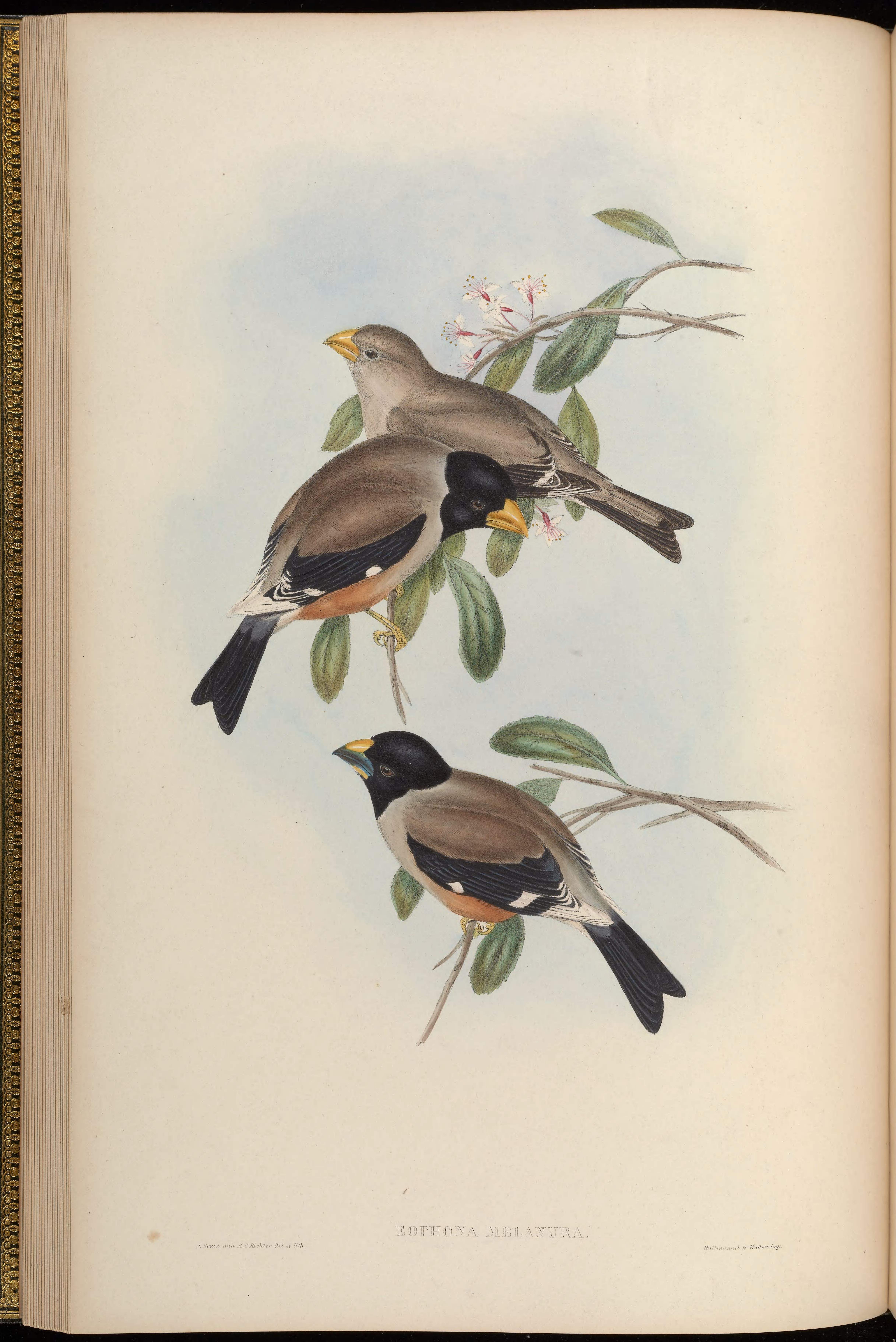
Малі костарі

Довжина птаха становить 18-20 см. У самців верхня частина тіла сірувато-коричнева, нижня частина тіла білувата, боки рудуваті. голова синювато-чорна, крила чорні з бідими плямами. Дзьоб великий, міцний, жовтий, на кінці чорнуватий. Самиці мають тьмяніше забарвлення, голова у них сірувато-коричнева, білі плями на крилах менші.

## Підвиди
Виділяють два підвиди:
- E. m. migratoria Hartert, E, 1903 — Манчжурія, Корея, Далекий Схід Росії;
- E. m. sowerbyi Riley, 1915 — Центральний Китай.

## Поширення і екологія
Малі костарі мешкають на Далекому Сході Росії, в Маньчжурії, на Корейському півострові, в Північному і Центральному Китаї. Взимку північні популяції мігрують на південь, на Тайвань, до південного Китаю і північного Індокитаю, в невеликій кількості до Японії на південь від центрального Хонсю. Також в Японії були зафіксовані випадки гніздування малих костарів у префектурах Кумамото і Сімане. Малі костарі живуть у хвойних, широколистяних і мішаних лісах, в бамбукових і чагарникових заростях, на полях, в парках і садах. 

## Поведінка
В негніздовий період малі костарі зустрічаються у невеликих зграйках. Живляться насінням, плодами, ягодами і комахами. Сезон розмноження триває з травня по липень. В кладці 4 блакитнуватих яйця, поцяткованих коричневими плямками. Насиджує лише самиця. Інкубаційний період триває 12-13 днів. Пташенята покидають гніздо через 12-14 днів після вилуплення, а стають повністю самостійними ще через 2-3 тижні.